# Bethlehem Alemu

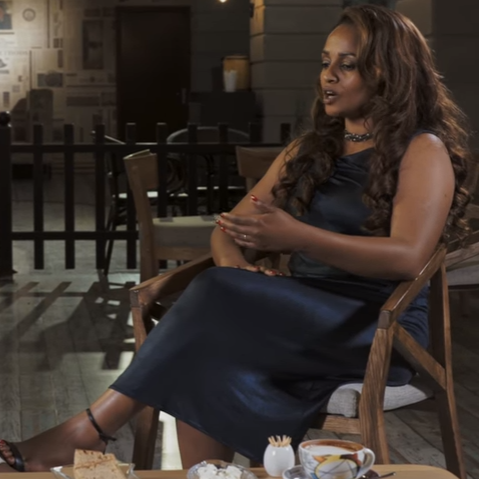
Bethlehem Alemu, 2017

Bethlehem Tilahun Alemu (* 31. Juli 1978 in Addis Abeba) ist eine äthiopische Unternehmerin, die als Gründerin der nachhaltigen Schuhmarke Sole Rebels internationale Bekanntheit erlangte.

## Leben
Bethlehem Alemu wurde 1978 als Tochter eines Elektrikers und einer Krankenhausangestellten in dem Vorort Zenabwork geboren. Sie wuchs zusammen mit ihren drei jüngeren Brüdern in einfachen Verhältnissen auf. Alemu besuchte die Ewquet Lehibret Primary School, die Shimeles Habte Secondary School und die Ayer Tena Secondary School. Nach ihrer Schulzeit arbeitete sie in der Leder- und Baumwollindustrie und belegte einen Studiengang in Buchhaltung an der Unity University in Addis Abeba, den sie 2004 mit Diplom abschloss.
Nach ihrem Studium gründete Alemu mit einem Startkapital von 10.000 US-Dollar, welches von engsten Familienmitgliedern aufgebracht worden war, ihr Unternehmen Sole Rebels. Durch ihr Unternehmertum erlangte sie internationale Bekanntheit und Unterstützung. 2012 holte etwa der New Yorker Bürgermeister Michael Bloomberg sie als NYC Venture Fellow nach New York.
Bethlehem Alemu ist verheiratet, hat drei Kinder und lebt in Addis Abeba. Ihr Vermögen wurde 2018 auf über fünf Millionen US-Dollar geschätzt.

## Unternehmerische Tätigkeit

### Sole Rebels

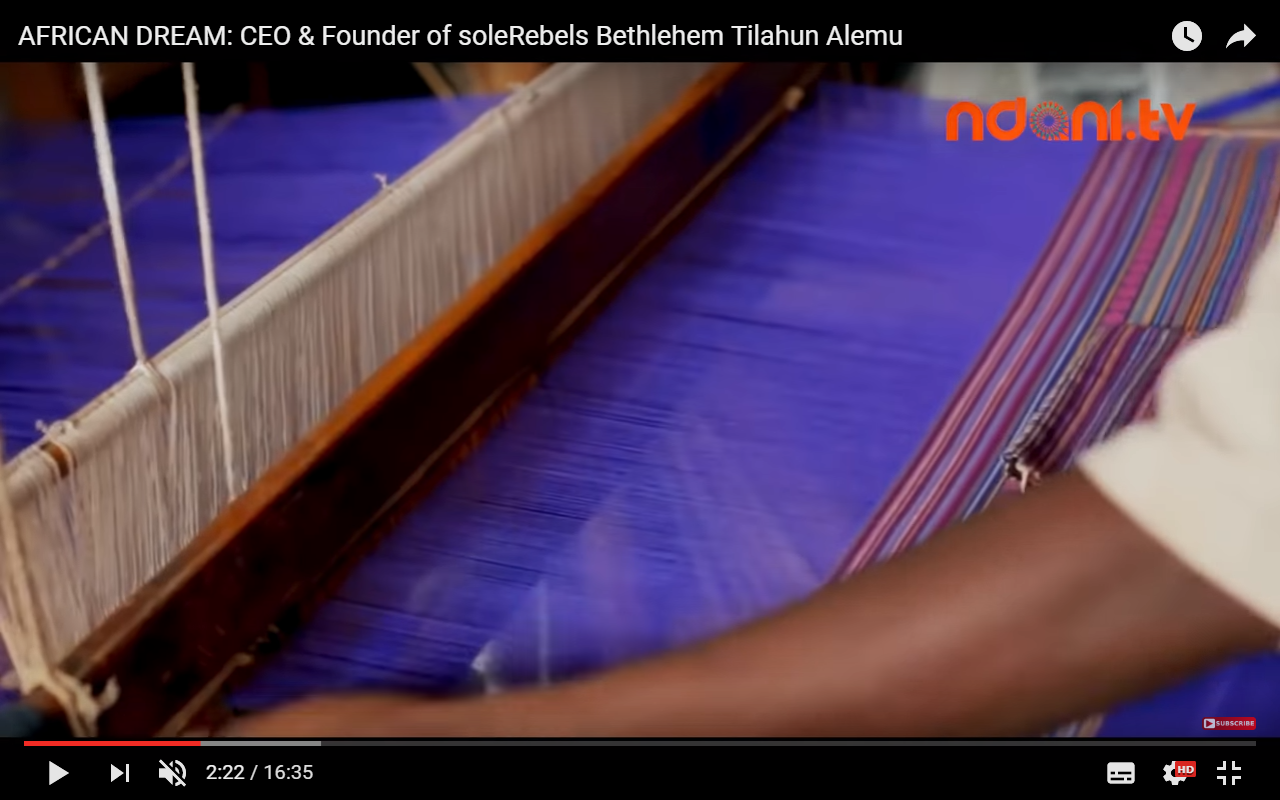
Herstellung der Sole Rebels-Schuhe, Screenshot aus einem Fernsehbeitrag, 2017

Ein wesentliches Ziel der Gründung von Sole Rebels war es, die Lebensumstände der Menschen von Zenabwork zu verbessern und ihnen durch Herstellung von am Markt konkurrenzfähigen Produkten eine dauerhafte Perspektive zu bieten. Daneben spielten gleich zu Beginn für Alemu ökologische Aspekte eine wichtige Rolle; sie wollte die Verwendung recycelter Materialien mit traditioneller äthiopischer Handwerkskunst verknüpfen. Der Firmenname Sole Rebels stellte zugleich ein pragmatisches Programm dar; er war bewusst als Auflehnung gegen das Image Äthiopiens als Entwicklungsland gedacht und sollte darüber hinaus den Anspruch symbolisieren, die Marke auf dem Weltmarkt zu etablieren. Alemu startete ihr Unternehmen zunächst mit der Unterstützung ihrer Familie und fünf Angestellten im Haus ihres Vaters.
Bei Sole Rebels werden Schuhe in Handarbeit in einer Fabrik in Zenabwork produziert, wobei die Sohlen aus alten Autoreifen hergestellt und die Schäfte aus handgesponnener Baumwolle oder Jute gefertigt werden. Zunächst wurden einzelne Exemplare über den Paketdienst DHL an diverse US-amerikanische Online-Versandhändler geschickt und bei der ersten Großbestellung durch das Versandhaus Urban Outfitters über 2.500 Paar Schuhe wäre Sole Rebels fast überfordert gewesen. 2012 arbeiteten etwa 200 Zulieferer für Rohmaterialien für Sole Rebels und die Fabrik konnte pro Tag bis zu 800 Paar Schuhe produzieren, welche zu einem Preis zwischen 35 und 95 USD verkauft werden. Ein Teil der Zulieferer stammt aus einer von Lepra heimgesuchten Region. Die Schuhe von Sole Rebels wurden 2014 über Webshops weltweit in 55 unterschiedlichen Ländern vertrieben sowie über Einzelhandelsgeschäfte verkauft, wobei der größte Absatz in Japan, Kanada, Österreich, der Schweiz und den USA erzielt wird. Alle Produkte von Sole Rebels werden fair gehandelt und mit ihnen erwirtschaftet das Unternehmen jährlich Einnahmen von über 1 Million USD, wovon Alemu ihren Angestellten einen Lohn zahlt, der in etwa dem Vierfachen des äthiopischen Durchschnittseinkommens entspricht. Im Jahr 2010 besuchte der Präsident der Weltbank, Robert Zoellick, das Unternehmen und 2011 erhielt Sole Rebels als erster Schuhproduzent überhaupt von der World Fair Trade Organization eine Auszeichnung. Im selben Jahr wurde in Addis Abeba das erste Einzelhandelsgeschäft von Sole Rebels eröffnet. 2016 verkaufte das Unternehmen 125.000 Paar Schuhe und schuf 1.200 Jobs.

### Weitere Unternehmen

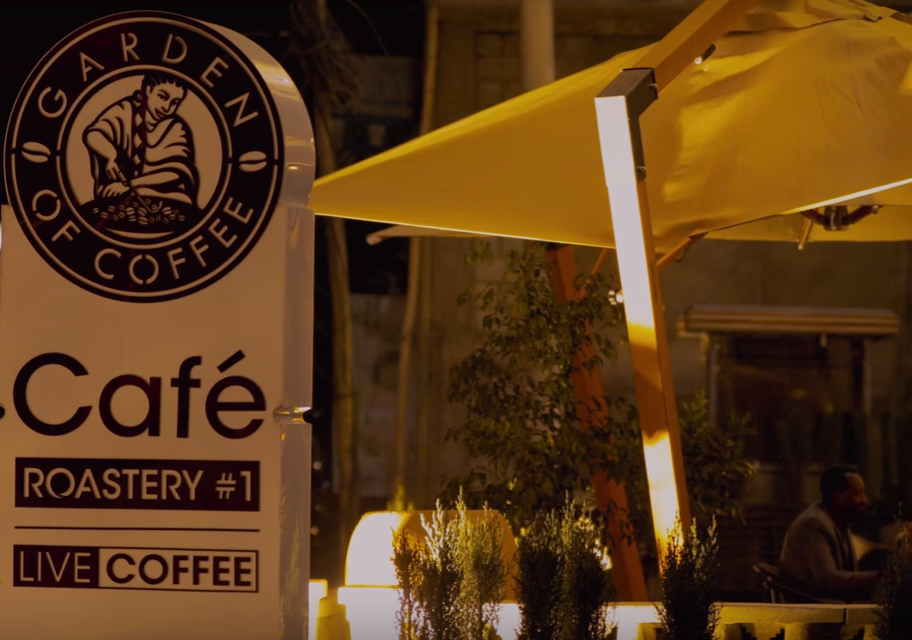
Café Garden of Coffee in Addis Abeba, 2017

2014 gründete Alemu das Unternehmen Republic of Leather, welches ebenfalls nach den Grundsätzen des fairen Handels wirtschaftet und Jacken, Taschen und Gürtel aus Leder herstellt. 2017 eröffnete Alemu in Addis Abeba die Kaffeerösterei- und Cafékette Garden of Coffee. 2021 gehörte Alemu zu den neun Gründerinnen und Gründern der äthiopischen Selam Bank, die vor allem Darlehen für den Hausbau anbieten will.

## Ehrungen und Auszeichnungen (Auswahl)
- 2010: Eco-Bold Green Award[4]
- 2011: Young Global Leader (Afrika), Weltwirtschaftsforum[13]
- 2011: Outstanding African Business Woman, African Business Award[14]
- 2012: Social Entrepreneur of the Year, Schwab Foundation for Social Entrepreneurship[4]
- 2013: Mitglied des Beratungsausschusses der Green Industry Platform der UNIDO[15]
- 2019 und 2020: jeweils eine der 100 mächtigsten Frauen Afrikas laut AvanceMedia[16][17]
- 2020: Africa's 50 Most Powerful Women, Forbes[18]